# LU-faktorisering
Inom linjär algebra är LU-faktorisering, ibland kallad LR-faktorisering, en matrisfaktorisering där en matris delas upp i en övertriangulär matris (om ursprungsmatrisen är kvadratisk) och en undertriangulär matris. LU-faktorisering används bland annat för att lösa linjära ekvationsystem med samma vänsterled.

## Definition
För en matris {\displaystyle A} är LU-faktoriseringen
{\displaystyle A=LU}
Om {\displaystyle A} är kvadratisk är även {\displaystyle L} (som blir en undertriangulär matris) och {\displaystyle U} (som blir en övertriangulär matris) kvadratiska. Om {\displaystyle A} inte är kvadratisk blir inte {\displaystyle U} kvadratisk (och då inte heller triangulär), men {\displaystyle L} blir kvadratisk och triangulär.
Ibland används en permutationsmatris {\displaystyle P} för att undvika fel på grund av den numeriska metoden, vilket kallas (partiell) pivotering. Matrisen skrivs då om på formen {\displaystyle PA=LR}

## Beräkning

### Med elementära matriser
Genom multiplikation med elementära matriser för radoperationer kan den kvadratiska matrisen {\displaystyle A} omvandlas till en övertriangulär matris {\displaystyle U} (i likhet med Gausselimination):
{\displaystyle E_{n}...E_{2}E_{1}A=U\,}
där {\displaystyle E_{k}} är en elementär matris, vilket ger
{\displaystyle A=(E_{n}...E_{2}E_{1})^{-1}U\quad \Rightarrow \quad A=E_{1}^{-1}E_{2}^{-1}...E_{n}^{-1}U}
Då inverser till elementära matriser är lättberäknade (se artikeln om elementära matriser) och alla {\displaystyle E_{k}} kan uttryckas som undertriangulära matriser (och då även deras inverser), blir produkten av alla {\displaystyle E_{k}} en undertriangulär matris.  Således kan {\displaystyle A} representeras av produkten av en över- och en undertriangulär matris.

#### Exempel
LU-faktorisering av
{\displaystyle A={\begin{pmatrix}1&-1&3\\1&1&7\\-2&2&-1\end{pmatrix}}}
Genom gausselimination framgår att en övertriangulär matris {\displaystyle U} kan fås genom radadditioner:
{\displaystyle U={\begin{pmatrix}1&-1&3\\0&2&4\\0&0&5\end{pmatrix}}}
Dessa radoperationer kan beskrivas som
1. Subtrahera rad 1 från rad 2
2. Addera rad 1 två gånger till rad 3

där radoperationerna kan representeras av elementära matriser enligt
{\displaystyle E_{1}={\begin{pmatrix}1&0&0\\-1&1&0\\0&0&1\end{pmatrix}},\quad E_{2}={\begin{pmatrix}1&0&0\\0&1&0\\2&0&1\end{pmatrix}}}
vilka har Inverserna
{\displaystyle E_{1}^{-1}={\begin{pmatrix}1&0&0\\1&1&0\\0&0&1\end{pmatrix}},\quad E_{2}^{-1}={\begin{pmatrix}1&0&0\\0&1&0\\-2&0&1\end{pmatrix}}}
Observera hur enkel inversberäkningen är. Det är bara att byta tecken på det nollskilda talet utanför diagonalen.  {\displaystyle L} kan nu beräknas:
{\displaystyle L=E_{1}^{-1}E_{2}^{-1}={\begin{pmatrix}1&0&0\\1&1&0\\0&0&1\end{pmatrix}}{\begin{pmatrix}1&0&0\\0&1&0\\-2&0&1\end{pmatrix}}={\begin{pmatrix}1&0&0\\1&1&0\\-2&0&1\end{pmatrix}}}
Observera att ordningen på matriserna kastas om vid inverteringen, 
{\displaystyle (E_{2}E_{1})^{-1}=E_{1}^{-1}E_{2}^{-1}}.
Därmed är A LU-faktoriserad:
{\displaystyle A=LU={\begin{pmatrix}1&0&0\\1&1&0\\-2&0&1\end{pmatrix}}{\begin{pmatrix}1&-1&3\\0&2&4\\0&0&5\end{pmatrix}}}

## Tillämpningar

### Ekvationssystemlösning
För en samling ekvationssystem {\displaystyle A\mathbf {x_{k}} =\mathbf {b_{k}} } för vilka A är konstant men {\displaystyle \mathbf {b_{k}} } varierar, lönar det sig att LU-faktorisera A, då ekvationssystemet kan lösas för en av de triangulära matriserna i taget. Först löses ekvationssystemet {\displaystyle L\mathbf {y} =\mathbf {b_{k}} } och sedan ekvationssystemet {\displaystyle U\mathbf {x_{k}} =\mathbf {y} }. Båda dessa ekvationssystem är lätta att lösa då vänsterleden representeras av triangulära matriser.

### Inversberäkning
Då {\displaystyle A=LU} är {\displaystyle A^{-1}=U^{-1}L^{-1}}. En triangulär matris är lättare att invertera än en icke-triangulär, varför det är lättare att beräkna inversen genom LU-faktorisering. Datorprogram beräknar ofta matrisinverser genom LU-faktorisering.

### Determinantberäkning
Determinantberäkning är enkelt för en LU-faktoriserad matris, då determinanten för en triangulär matris är produkten av diagonalelementen och
{\displaystyle \det {A}=\det {L}\det {U}\,}
Om {\displaystyle L} dessutom endast har ettor i diagonalen (som den ofta har, se till exempel beräkningsexemplet ovan), får vi att
{\displaystyle \det {A}=\det {U}=\prod _{i=1}^{n}u_{ii}}